# My Sassy Girl
My Sassy Girl is een Amerikaanse komische dramafilm uit 2008 onder regie van Yann Samuell. De productie is een nieuwe versie van de Zuid-Koreaanse film Yeopgijeogin geunyeo uit 2001, die internationaal eveneens uitkwam als My Sassy Girl.

## Verhaal
Charlie Bellow (Jesse Bradford) is een technologie-student die al tijden vrijgezel is. Zijn ouders hebben hem opgevoed onder het motto altijd aardig te zijn voor iedereen. Bellow denkt dat het op deze manier vanzelf ook wel goed zal komen met zijn liefdesleven. Zijn kamergenoot Leo (Austin Basis) denkt er heel anders over en moedigt hem constant aan actief te gaan zoeken naar een meisje. Wanneer hij Bellow uitdaagt eens op het universiteitsplein rond te kijken en één iemand aan te wijzen met wie hij naar bed zou willen, valt Bellows oog op Jordan Roark (Elisha Cuthbert). Niet zozeer om mee naar bed te gaan, maar om beter te leren kennen.
Wanneer Bellow die middag op het metrostation aankomt, staat Roark daar toevallig op de metro te wachten. Ze staat voorovergebogen over de rails naar links te kijken, terwijl de metro van rechts binnen komt rijden. Bellow trekt haar net op tijd voor het gevaarte weg, waarna ze stomdronken op een bankje gaat liggen om te slapen. Hij kan het niet aanzien, gooit haar over zijn schouder en neemt haar mee naar huis om haar daar op de bank te leggen. De volgende dag brengt hij haar met de taxi naar huis. Haar vader (Chris Sarandon) blijkt een dokter die weinig met hem op heeft. Jordan zoekt hem vanaf dan niettemin constant op en hij raakt tot over zijn oren verliefd op haar. Zij maakt het Bellow niet makkelijk door de ene na de andere vreemde opdracht te verzinnen, waar hij maar aan te voldoen heeft. Dit blijken uiteindelijk geen willekeurige hersenkronkels te zijn, maar dienen een doel dat Roark probeert te verwezenlijken.
Bellows moeilijkste opdracht komt wanneer Roark besluit dat ze allebei een brief moeten schrijven waarin ze exact vertellen hoe ze over elkaar denken. Deze zullen ze begraven onder een boom, over een jaar opgraven en kijken wat er van uitgekomen is. In dat jaar mogen ze elkaar alleen niet zien, waar Bellow het maar wat zwaar mee heeft. Als hij zich na de afgesproken tijd weer bij de boom meldt, komt Roark niet opdagen, maar hij leest de brief die voor hem geschreven is, hierin legt Roark uit wat er aan de hand is. Jordan komt echter een dag later wel op de ontmoetingsplek. Ook zit er een oude man die een poosje met haar praat. Charlie gaat later naar een etentje van tante Sally, zij wil namelijk iemand aan hem voorstellen en dat blijkt Roark te zijn. De twee zien elkaar en geven een zoen. Hiervan wordt een foto gemaakt die op de muur van het restaurant wordt gehangen.

## Rolverdeling
- Jay Patterson - Roger Bellow
- Tom Aldredge - Oude man onder de boom
- Joanna Gleason - Tante Sally
- Louis Mustillo - Portier van de woning van de Roarks
- William Abadie - Jean-Jacques
- (Stark Sands - Soldaat)